# Detroit Music Awards
Detroit Music Awards é uma premiação anual da música pop dos EUA.